# Marcel Nguyen

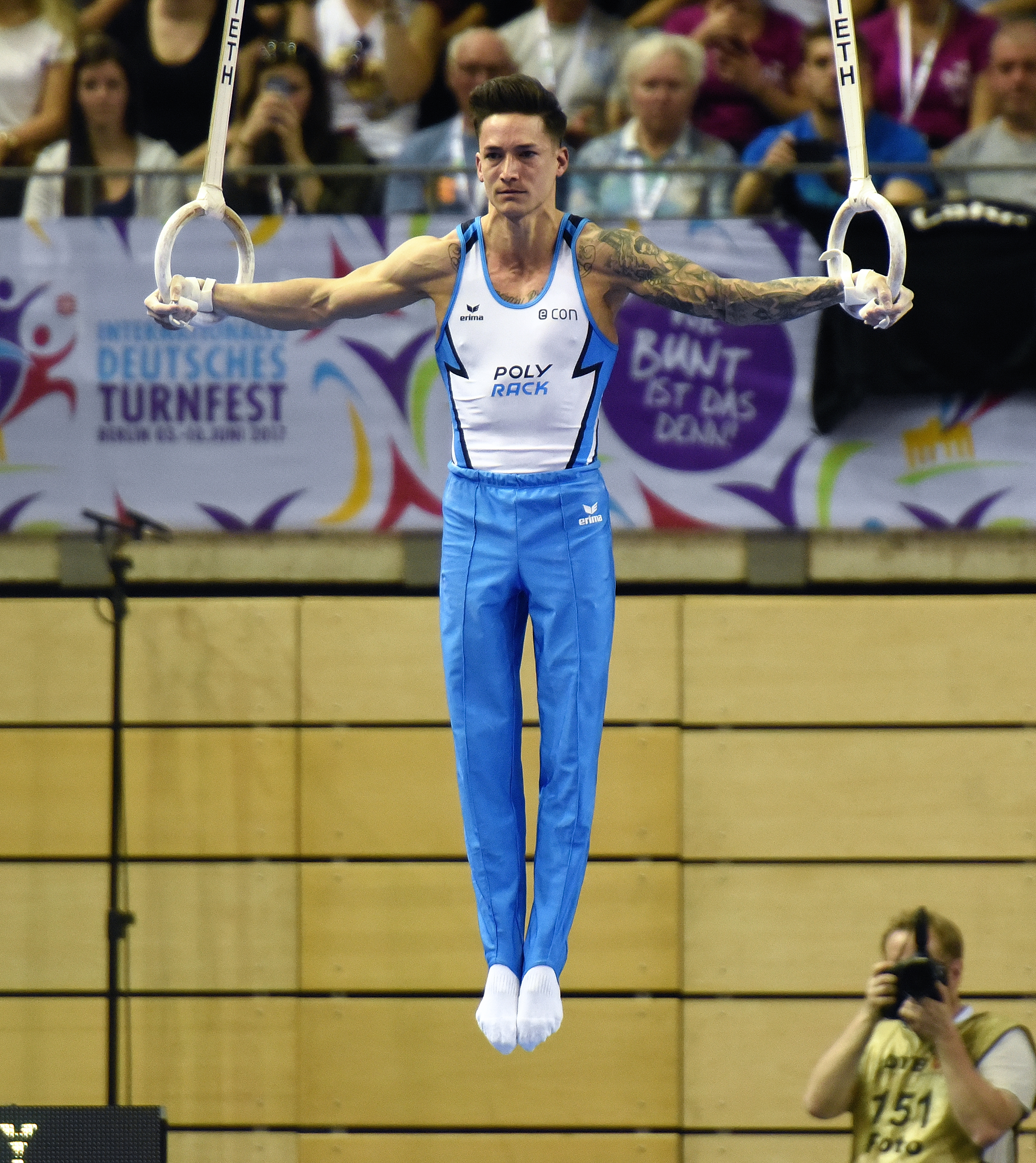
Nguyen im Kreuzhang an den Ringen

Marcel Van Minh Phuc Long Nguyen ([ŋwiɜn315]ⓘ) (* 8. September 1987 in München) ist ein ehemaliger deutscher Kunstturner. Seine Spezial-Disziplinen, in denen er insgesamt dreimal Europameister wurde, waren Barren und Mehrkampf. Mit dem Gewinn der Silbermedaillen am Barren sowie im Mehrkampf bei den Olympischen Spielen 2012 in London ist er einer der erfolgreichsten deutschen Olympiateilnehmer im Turnen.
Nguyen war von Juli 2007 bis September 2014 Sportsoldat bei der Sportfördergruppe der Bundeswehr, zuletzt im Dienstgrad Unteroffizier, und trainierte in Stuttgart bei Waleri Belenki. Nguyen trat bis 2012 für seinen Heimatverein TSV Unterhaching und in der Bundesliga für den KTV Straubenhardt an. Zum 1. Januar 2013 wechselte er zum MTV Stuttgart. Zum 23. Dezember 2014 kehrte Marcel Nguyen zur KTV Straubenhardt zurück.

## Werdegang
Marcel Nguyen, der Sohn eines Vietnamesen und einer Deutschen, kam in München zur Welt und begann im Alter von vier Jahren mit dem Turnen, mit sieben Jahren trat er dem TSV Unterhaching bei. Ab 1995 trainierte er im Landesleistungszentrum München beim Trainer Kurt Szilier. Seit 1997 gehörte Nguyen zum Perspektivkader, in dem Andreas Hirsch und Jens Milbradt seine Trainer waren. Er stieg schnell vom D- zum B-Kader auf. Seit 2002 startete er für den Junioren-Nationalkader. Für seine schulische Ausbildung sorgte das Isar-Sportgymnasium München. 2005 wurde Nguyen Deutscher Juniorenmeister am Barren, Vizemeister an den Ringen und Dritter beim Sprung. Im selben Jahr nahm er in Melbourne erstmals an Weltmeisterschaften bei den Männern teil und wurde 16. am Barren. Nach der WM wechselte Nguyen für ein Jahr an das Sportinternat nach Stuttgart, um sich dort mit seinen Nationalmannschaftskollegen unter den Trainern Anatoli Jarmovski und Klaus Nigl auf die Weltmeisterschaften 2006 in Aarhus vorzubereiten. Bei diesen Weltmeisterschaften belegte die Mannschaft den siebten Platz.
Nach den 2006er Weltmeisterschaften wechselte Nguyen zurück ans Sportgymnasium nach München, an dem er im Juni 2007 das Abitur ablegte. Wenige Monate später nahm er mit der Mannschaft an den Weltmeisterschaften in Stuttgart teil und gewann dort die Bronzemedaille, was gleichzeitig die Qualifikation des Turn-Teams für die Olympischen Spiele bedeutete. Ende des Jahres wurde Nguyen Dritter am Boden beim Weltcup in Tokio. 2008 erreichte Nguyen den zweiten Rang mit der deutschen Mannschaft bei den Europameisterschaften in Lausanne. Bei den Deutschen Meisterschaften stand er dreimal auf dem Podest. Höhepunkt waren die Olympischen Spiele in Peking, bei denen sich das deutsche Team im Kampf um die Bronzemedaille knapp den USA geschlagen geben musste. 2009 konnte Nguyen seine ersten Erfolge als Mehrkämpfer verbuchen: Bei der Champions Trophy in Stuttgart belegte er den zweiten Platz, ebenso bei der nachfolgenden DM. Im selben Jahr gewann er zudem mit seinem Bundesliga-Verein KTV Straubenhardt die Deutsche Meisterschaft. Bei den Europameisterschaften 2010 in Birmingham war Marcel Nguyen Mitglied der deutschen Mannschaft, die erstmals den Titel holte. Er gewann dazu noch Bronze am Boden. Mit dem Deutschen Meistertitel im Mehrkampf qualifizierte Nguyen sich im gleichen Jahr für die Weltmeisterschaften 2010 in Rotterdam, an denen er aber nicht teilnehmen konnte, weil er sich zuvor bei einem Länderkampf das Wadenbein gebrochen hatte.
Bei den Turn-Europameisterschaften 2011 in Berlin gewann Nguyen die Goldmedaille am Barren als erster Deutscher nach Helmut Bantz 1955. Außerdem holte er die Bronzemedaille am Reck. Ein Jahr später verteidigte er in Montpellier den Europameister-Titel am Barren. Im Jahr 2012 wurde er für die Olympischen Spiele in London nominiert und gewann im Einzel-Mehrkampf die Silbermedaille hinter dem japanischen Olympiasieger Kōhei Uchimura. Es war die erste Einzel-Mehrkampf-Medaille für einen männlichen deutschen Turner seit 76 Jahren. Zuletzt gewannen Alfred Schwarzmann und Konrad Frey Gold und Bronze bei den Olympischen Spielen 1936. Im Einzelwettkampf am Barren konnte er hinter dem Chinesen Feng Zhe ebenfalls Silber gewinnen. Auch hier lag der Gewinn einer Olympiamedaille durch einen deutschen Turner, Sven Tippelt bei den Olympischen Spielen 1988, bereits 24 Jahre zurück. Im April 2013 gewann Nguyen die Gesamtwertung der Weltcupserie. Bei den Einzeleuropameisterschaften 2013 verpasste er am Barren mit 15.500 Punkten nur knapp die Bronzemedaille, die sich der Russe Dawid Beljawski (15.533) sicherte. Im Finale an den Ringen belegte er lediglich den achten Platz. An der Turn-WM 2013 nahm er aus Gründen der Regeneration nicht teil.
Bei den Europameisterschaften 2014 erreichte er mit der Mannschaft den vierten Platz, konnte sich jedoch für keines der Einzelfinals qualifizieren. Im Sommer wurde Nguyen bei den Heim-Meisterschaften in Stuttgart Deutscher Meister am Barren und an den Ringen, dies diente auch als Qualifikation für die Weltmeisterschaften in Nanning, an denen er aufgrund eines Kreuzbandrisses nicht teilnehmen konnte.
Im September 2015 feierte Nguyen bei den Deutschen Meisterschaften in Gießen sein Comeback. Er verteidigte seine Titel am Barren und an den Ringen und qualifizierte sich für die Weltmeisterschaften in Glasgow. Dort verpasste er mit dem deutschen Team die direkte Olympiaqualifikation. Diese sicherte sich das DTB-Team dann beim olympischen Testevent im April 2016.
Bei den Europameisterschaften 2016 in Bern gewann Marcel Nguyen mit 15,566 Punkten die Bronzemedaille am Barren. Im Juni 2016 gewann Nguyen seinen siebten deutschen Meistertitel an den Ringen. Am Barren wurde er erstmals seit 2009 geschlagen. Sein Unterhachinger Teamkollege Lukas Dauser gewann hier die Goldmedaille, Nguyen wurde Zweiter am Barren und auch wie 2009, 2011 und 2012 Zweiter im Mehrkampf. Nachdem er auch bei der zweiten internen Olympiaqualifikation den zweiten Platz belegte, nominierte ihn der Deutsche Turner-Bund für die Olympischen Spiele 2016 in Rio de Janeiro. Dort belegte Nguyen den siebten Platz im Team-Mehrkampf-Finale. Während seiner Übung am Barren präsentierte er erstmals als Weltneuheit ein neues Element, welches im Code de Pointage als „The Nguyen“ aufgenommen wurde. Das Barrenfinale verpasste er lediglich um 0,001 Punkte. Im Mehrkampffinale belegte er als bester Deutscher Platz 19.
Im April 2017 nahm Nguyen bei den Europameisterschaften in Cluj teil. Als Bester der Qualifikation am Barren beendete er das Finale auf Platz 6. Bei den Deutschen Meisterschaften im Rahmen des Deutschen Turnfestes 2017 sicherte sich Marcel Nguyen jeweils seinen siebten Titel am Barren und an den Ringen. Er gehört damit zu den besten deutschen Turnern der Geschichte an diesen Geräten.
Bei den Turn-Weltmeisterschaften 2017 im kanadischen Montreal holte Marcel Nguyen im Finale am Barren 14,700 Punkte und wurde damit Siebter.
Bei den Deutschen Turnmeisterschaften 2019 konnte er zum insgesamt neunten Mal die Goldmedaille am Barren erringen und wurde erstmals Deutscher Meister im Bodenturnen.
Nach vielen Verletzungen in den Jahren zuvor beendete Nguyen im März 2023 seine Karriere.

## Auszeichnungen
- 2012: Sportler des Jahres, 3. Platz[15]
- 2012: Silbernes Lorbeerblatt[16]

## Sonstiges
Im Jahr 2017 nahm Nguyen mehrere Folgen lang an der RTL-Show Dance Dance Dance teil. Am 21. September 2024 gewann er die Einzelwertung beim TV total Turmspringen.